# Falsanoeme cyrus
Falsanoeme cyrus là một loài bọ cánh cứng trong họ Cerambycidae.